# Cecile Richards

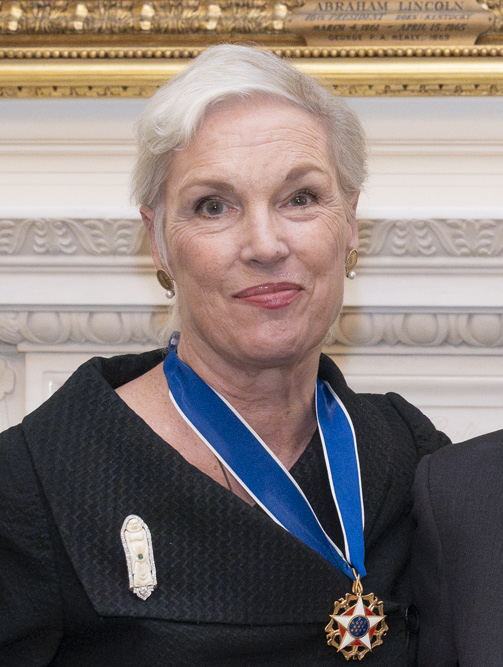
Cecile Richards (2024)

Cecile Richards (geboren am 15. Juli 1957 in Waco, Texas; gestorben am 20. Januar 2025 in New York City, New York) war eine US-amerikanische politische Aktivistin, bekannt vor allem durch ihren Kampf für Abtreibungsrechte. Von 2006 bis 2018 war sie Präsidentin von Planned Parenthood.

## Leben
Ihr Vater Dan war Bürgerrechtsanwalt. 1972 engagierte sie sich zusammen mit ihrer Mutter Ann Richards in der Wahlkampagne für die Demokratin Sarah Weddington, welche 1970 die Klägerin im Fall Roe v. Wade vertreten hatte. Sie studierte Geschichte an der Brown University, wo sie 1980 mit dem Bachelor abschloss. In der Folge arbeitete sie als Aktivistin in der Gewerkschaftsbewegung. 1990 unterstützte sie ihre Mutter bei deren Wahl zur Gouverneurin von Texas. 1995 gründete sie das Texas Freedom Network mit dem Ziel, den Widerstand gegen den zunehmenden Einfluss christlicher Rechter in Politik und Kultur, insbesondere in den Schulen, zu organisieren. 2002 arbeitete sie als stellvertretende Stabschefin für die kalifornische Abgeordnete im Repräsentantenhaus Nancy Pelosi. 2004 war sie Gründungspräsidentin von America Votes, einer Organisation mit dem Ziel der Unterstützung demokratischer Kandidaten und der Erhöhung der Wahlbeteiligung.
Nachdem sie 2006 Präsidentin von Planned Parenthood wurde, war sie entsprechenden Anfeindungen durch Abtreibungsgegner, christliche Fundamentalisten und Konservative ausgesetzt. Sie setzte sich dabei mehrfach gegen konservative Bestrebungen durch, Planned Parenthood öffentliche Mittel zu entziehen. 2018 trat sie zurück. Der Guardian urteilte in seinem Nachruf, dass sie es war, die Planned Parenthood zu einer „beeindruckenden politischen Organisation verwandelt“ habe und durch sie „die Unterstützung von Abtreibungsrechten praktisch eine Voraussetzung für demokratische Kandidaten“ sei.
2019 begründete sie zusammen mit Alicia Garza und Ai-jen Poo Supermajority, eine Organisation zur Förderung von politischem Aktivismus von Frauen.
Am 20. November 2024 wurde ihr mit der Medal of Freedom eine der höchsten Auszeichnungen der USA verliehen.
2023 wurde bei ihr ein Glioblastom diagnostiziert, eine besonders bösartige Form von Gehirntumor. Anfang 2025 starb sie an der Erkrankung im Alter von 67 Jahren.

## Würdigungen
- 2024 Ehrenlegion
- 2024 Presidential Medal of Freedom

## Veröffentlichungen
- mit Lauren Peterson: Make Trouble: Standing Up, Speaking Out, and Finding the Courage to Lead. Autobiographie. 2018.